# Žermanice

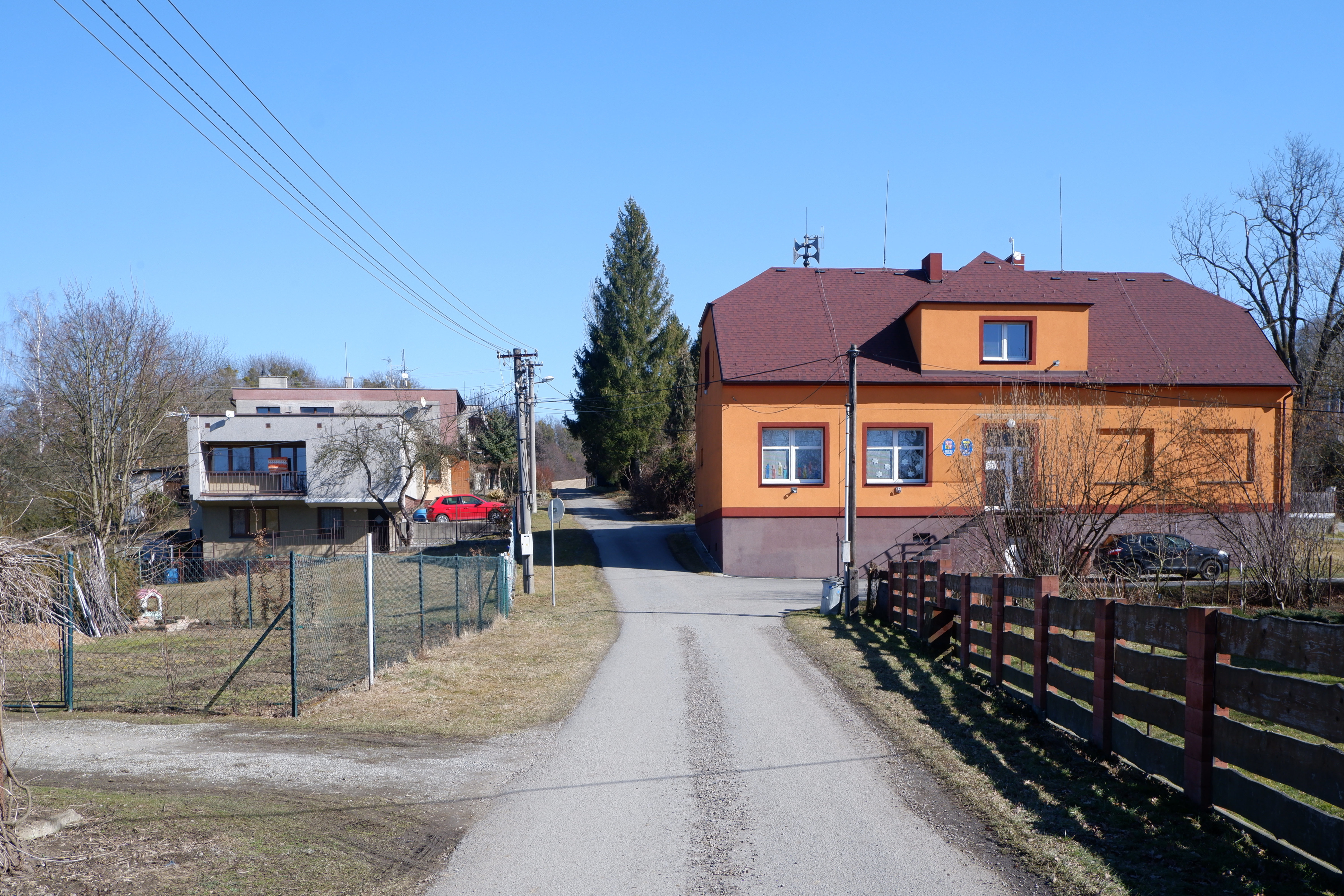
Obecní úřad

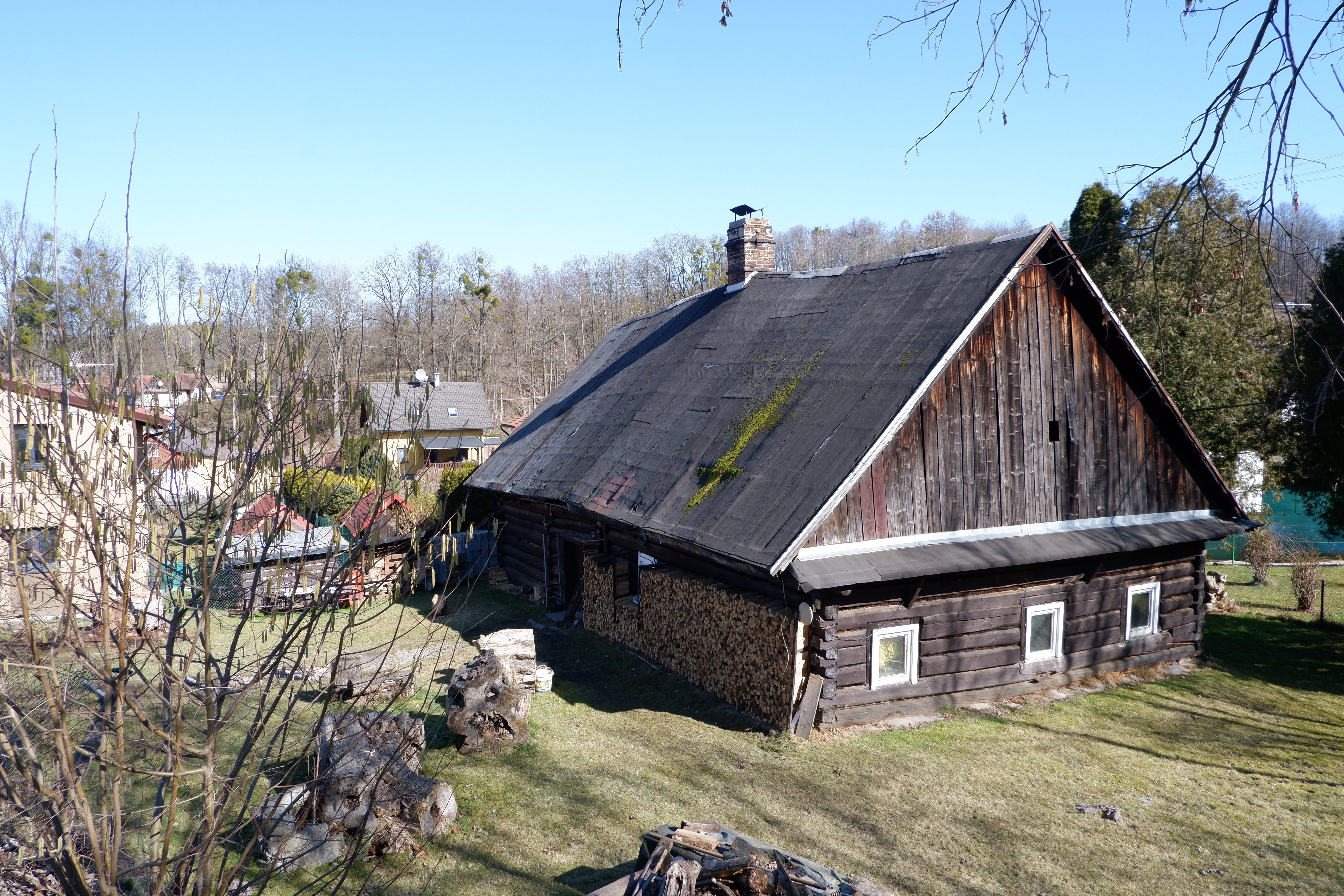
Dřevěný dům č.p. 22

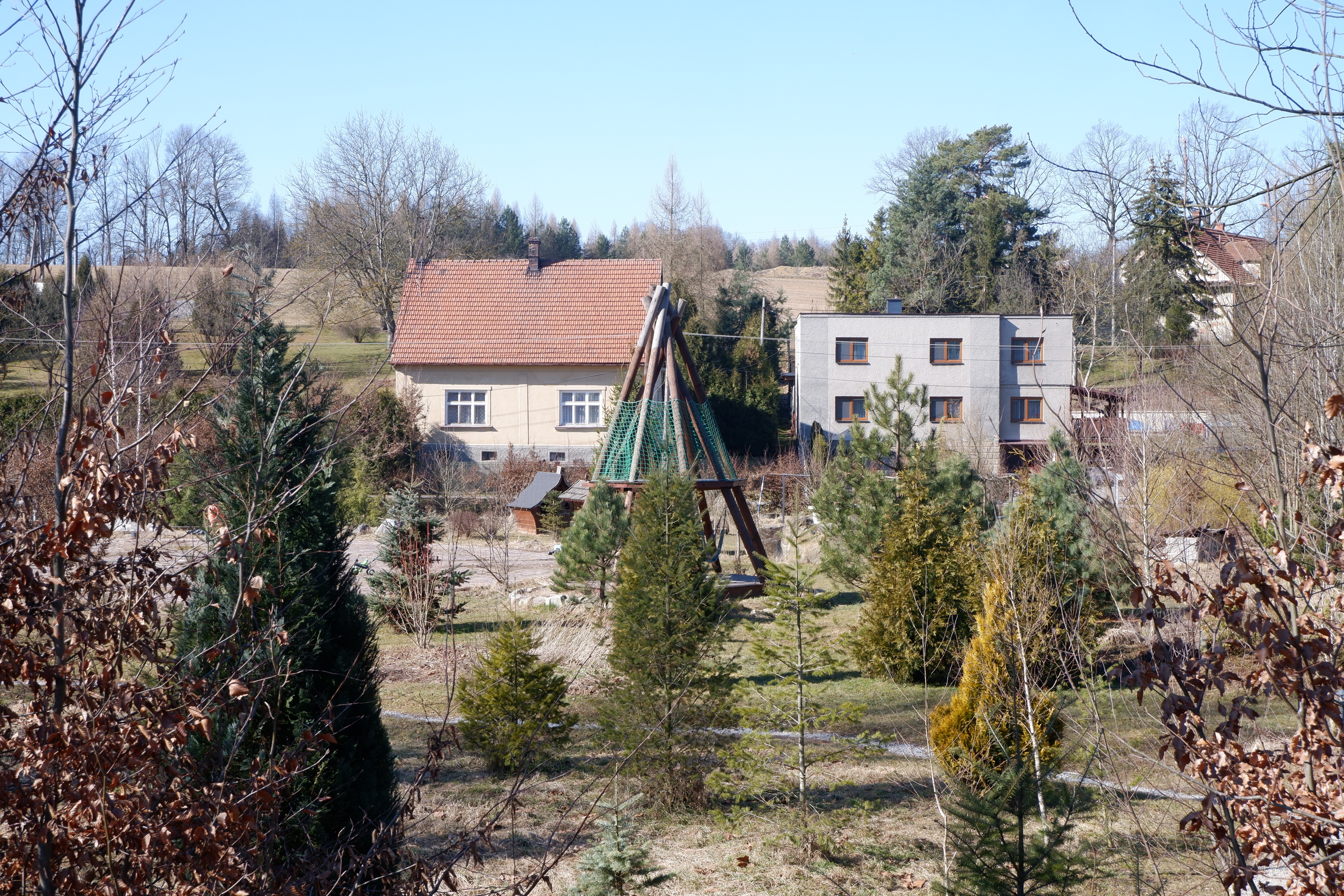
Žermanický park

Žermanice (německy Schermanitz) jsou obec v okrese Frýdek-Místek v Moravskoslezském kraji. Leží mezi Frýdkem-Místkem a Havířovem. Na území obce se nachází hráz Žermanické přehrady. Žije zde 368 obyvatel.

## Název
Nejstarší písemné záznamy mají podobu Zilmanicze (1450), Zylmanice (1483), Zilmanicz (1490), Žylmanice (1550). České Žilmanice je asi úpravou původního německého Selmannsdorf, v jehož první části je obsaženo selmann - "úřední sluha, prostředník při právních jednáních". Podoba Žermanice je doložena od 17. století a je výsledkem dalších (nepravidelných) hláskových změn v rámci češtiny.

## Historie
První písemná zmínka o obci pochází z roku 1450.
Básník Petr Bezruč napsal o vsi báseň, která je součástí Slezských písní.

## Obyvatelstvo
| Rok            | 1869 | 1880 | 1890 | 1900 | 1910 | 1921 | 1930 | 1950 | 1961 | 1970 | 1980 | 1991 | 2001 | 2011 | 2021 |
| -------------- | ---- | ---- | ---- | ---- | ---- | ---- | ---- | ---- | ---- | ---- | ---- | ---- | ---- | ---- | ---- |
| Počet obyvatel | 324  | 293  | 320  | 312  | 261  | 278  | 309  | 244  | 257  | 234  | 210  | 206  | 215  | 287  | 357  |
| Počet domů     | 50   | 46   | 48   | 46   | 50   | 51   | 62   | 63   | 59   | 67   | 62   | 84   | 89   | 103  | 128  |

Věková struktura obyvatel obce Žermanice roku 2011

## Obecní správa
Mezi lety 1869–1880 Žermanice patřily jako osada obce k Horním Bludovicím v okrese Těšín. V letech 1890–1985 byly obcí v okrese Těšín (1869–1900), poté v okrese Frýdek (1910–1930), poté v okrese Místek (1950) a později v okrese Frýdek-Místek. Od 1. července 1985 do 28. února 1990 patřily jako část obce k Lučině a od 1. března 1990 jsou opět samostatnou obcí.

### Obecní symboly
Znak a vlajka byly obci uděleny rozhodnutím předsedy Poslanecké sněmovny Parlamentu České republiky dne 31. května 2005.

## Pamětihodnosti
- Žermanický lom, přírodní památka
- Kaple Narození Panny Marie